# 夹关镇
夹关镇，是中华人民共和国四川省成都市邛崃市下辖的一个乡镇级行政单位。2019年12月，将天台山镇紫荆村、杨田村、土溪村、天井村、冯坝村所属行政区域划归夹关镇管辖。夹关镇人民政府驻解放街55号。

## 行政区划
夹关镇下辖以下地区：
临江社区、王店社区、草池村、二龙村、福田村、拴马村、韩坪村、熊营村、渔坝村、龚店村和雕虎村。